# Xipe Totec

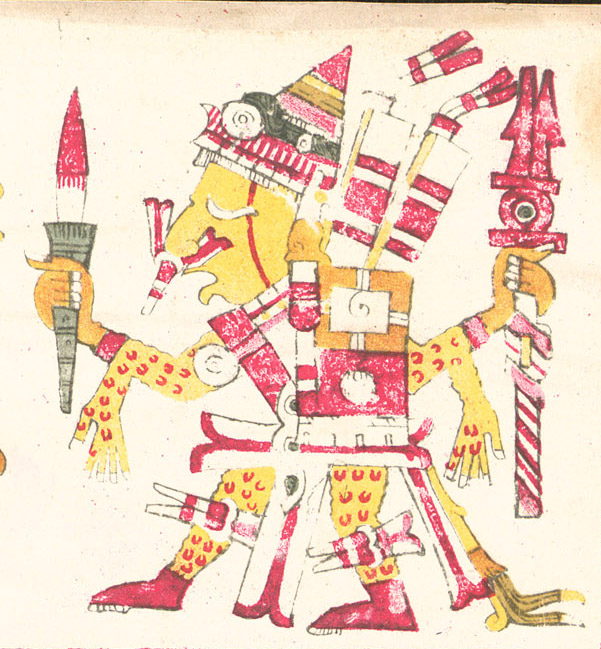
Xipe Totec

Xipe Totec, v aztéckém jazyce nahuatl Náš pán z kůže stažený, byl bůh jara, obnovy života, probuzení přírody, jehož symbolem byla barva žlutá. Žlutou byly pomalovány jeho oběti, které byly staženy z kůže, a kněží sloužící Xipe Totekovi si ji na dvacet dní oblékl.